# 拉法葉路
拉法葉路，或稱老佛爺大街（法語：Rue La Fayette），是法國巴黎的一条街道，在圣马丁市郊路(rue du Faubourg-Saint-Martin)旁边，于1823年启用。1824年时以查理十世命名，1830年七月革命後改以拉法葉侯爵命名。
这条长达2.8公里的道路是巴黎城区右岸比较重要的中心地带，其连接了奥斯曼大道可通向斯大林格勒戰役廣場。虽然路上有不少酒店与酒吧，不过直到老佛爷百货进驻此街才令这条路广为人知。此路可通往巴黎東站与巴黎北站。